# 362年
| 千纪： | 1千纪                                                                                           |
| 世纪： | 3世纪 \| 4世纪 \| 5世纪                                                                         |
| 年代： | 330年代 \| 340年代 \| 350年代 \| 360年代 \| 370年代 \| 380年代 \| 390年代                       |
| 年份： | 357年 \| 358年 \| 359年 \| 360年 \| 361年 \| 362年 \| 363年 \| 364年 \| 365年 \| 366年 \| 367年 |
| 纪年： | 壬戌年（狗年）；东晋隆和元年；前凉升平六年；代国建国二十五年；前秦甘露四年；前燕建熙三年        |

## 大事记
- 前燕將領呂護進攻洛陽，桓溫派徐、兗二州刺史庾希及竟陵太守鄧遐領三千人水軍支援洛陽守將陳祐，並上請還都洛陽。